# Maria Reig Moles
Maria Reig Moles (* 1951 in Barcelona) ist eine andorranische Millionärin, Unternehmerin und Politikerin.

## Leben
Maria wurde als Tochter des andorranischen Politikers und Geschäftsmann Serafí Reig i Ribó und seiner Frau Maria Moles i Pasques in Barcelona geboren. Nach dem Studium der Rechtswissenschaften und Kunst an der Universität von Barcelona. 1976 gründete sie ihr eigenes Modelabel CocoBis.
Nach dem Tode ihres Vaters übernahm sie 1979 in der familiären Tradition verschiedene Tätigkeiten  im Tabak- und Bankensektor. Maria Reig ist auch die einzige Frau, die an der Ausarbeitung der Verfassung von Andorra 1993 als Mitglied des Parlaments von Andorra beteiligt war.
Seit 1998 ist sie Präsidentin der internationalen  Unternehmensgruppe Reig Capital Group. Die Tabakindustrie ist der Ursprung der Gruppe, sie wurde in den 1880er Jahren von der Familie Reig gegründet. Maria Reig ist auch Mitglied des Consell d'Administració de Crèdit Andorrà.